# Buġibba

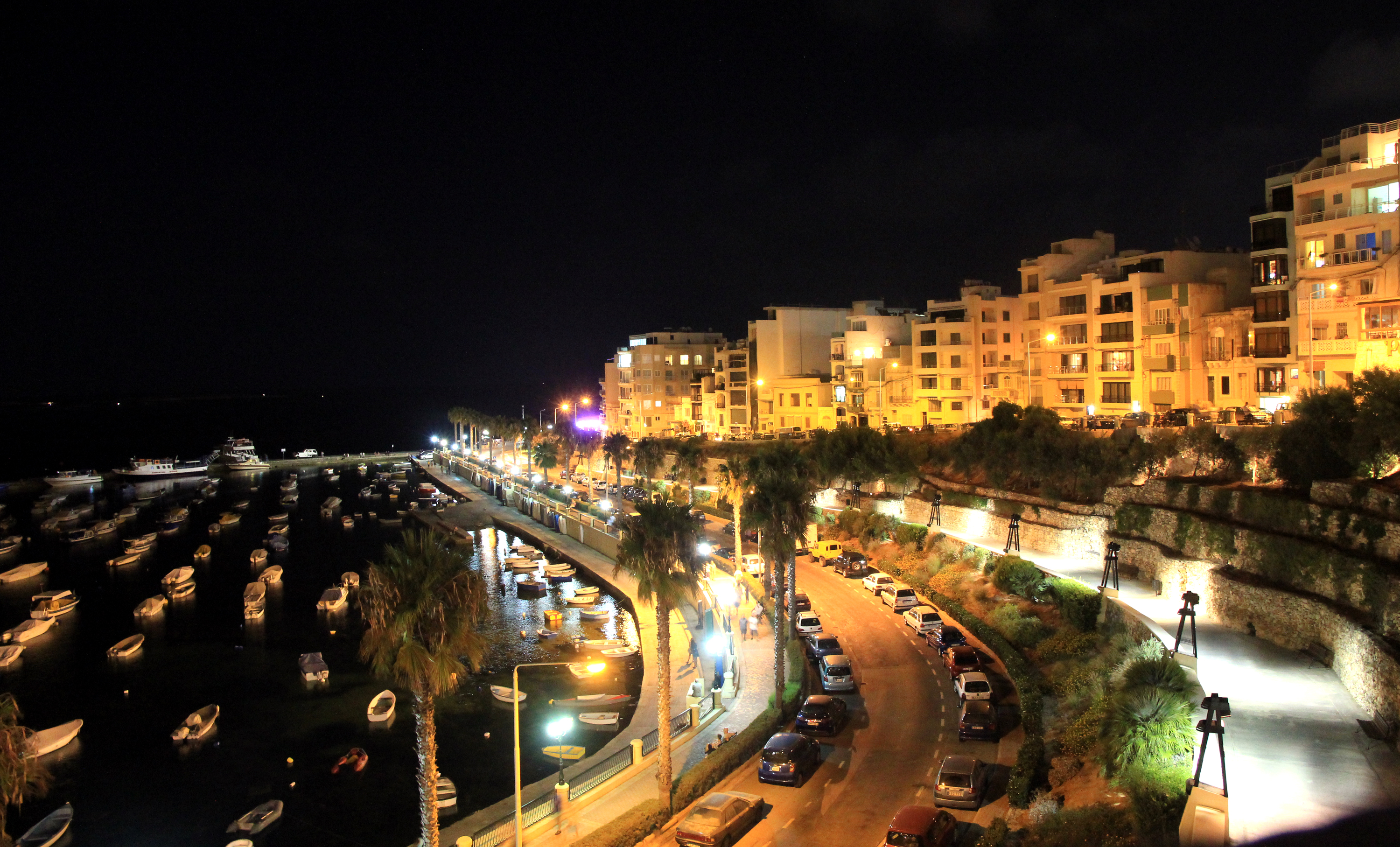
Buġibba de noche

Buġibba es una localidad de Malta. Lo que fue un pueblo de pescadores, hoy en día es una de las zonas turísticas más visitadas de toda la isla. Está situada cerca de Qawra.
Se conserva una batería de la Orden que rodeaba una torre de observación, hoy en día convertida en restaurante.
También se localizó, en la localidad, un pequeño templo prehistórico adornado con bajorrelieves, hoy en día en exposición dentro de un centro hotelero, mientras que los bajorrelieves se encuentran en el Museo Arqueológico de La Valeta, donde son expuestos públicamente.

## Ubicación
35°56′57″N 14°24′42″E / 35.94917, 14.41167
- Datos: Q44632
- Multimedia: Buġibba Harbour / Q44632

- Wikimedia Commons alberga una categoría multimedia sobre Buġibba.